# توميانة (مقاطعة إسلام آباد غرب)
توميانة (بالفارسية: تومیانه) هي قرية تقع في كرمانشاه في إيران. يقدر عدد سكانها بـ 196 نسمة بحسب إحصاء 2016.